# Parlatoria
Parlatoria es un género de fanerógamas de la familia Brassicaceae. Comprende 4 especies.

## Taxonomía
El género fue descrito por Pierre Edmond Boissier y publicado en Annales des Sciences Naturelles; Botanique, sér. 2, 17: 72. 1842.
Etimología
Parlatoria: nombre genérico que fue otorgado en honor del botánico italiano Filippo Parlatore.

## Especies
- Parlatoria brachycarpa Boiss.
- Parlatoria cakiloidea Boiss.
- Parlatoria cakiloides Boiss.
- Parlatoria rostrata Boiss. & Hohen.